# Harbour Plaza Residence
Die Harbour Plaza Residences sind zwei Wohntürme (East und West Tower), die zum Komplex One York Street in Toronto, Kanada gehören. Der Komplex befindet sich an der Harbour Street Ecke York Street, die Adresse der Wohntürme ist 88 Harbour St für den West Tower und 100 Harbour St für den East Tower.
Der Komplex ist an das System PATH angeschlossen. Der zentrale Bahnhof Union Station ist etwa 600 Meter Fußweg entfernt.